# Jerzy Fryckowski
Jerzy Fryckowski (ur. 16 lutego 1957 w Gorzowie Wlkp.) – polski poeta, krytyk literacki, zajmuje się teatrem i twórczością satyryczną (Król Łgarzy w 1991).

## Życiorys
Studia ukończył w Wyższej Szkole Pedagogicznej w Słupsku. Były nauczyciel-polonista w Dębnicy Kaszubskiej koło Słupska. Jego wiersze znajdują się w ponad 460 almanachach i antologiach, tłumaczony na angielski, niemiecki, francuski, hindi, litewski, czeski, serbski, słoweński, węgierski, rosyjski, ukraiński, grecki,hiszpański i esperanto. Współpracuje z Zeszytami Poetyckimi. 
Laureat Literackiej Nagrody im. Juliusza Słowackiego (2021)  oraz wielu prestiżowych konkursów literackich m.in.:
- Ogólnopolski Konkurs Literacki im. Mieczysława Stryjewskiego: 1987 - II nagroda, 1989 - III nagroda, 1990 - II nagroda, 1991 - III nagroda, 1992 - II nagroda, 2000 - III nagroda, 2003 - II nagroda, 2007 - III nagroda, 2008 - II nagroda[3]
- Ogólnopolski Konkurs Literacki im. Stanisława Grochowiaka: 2014 - III nagroda[4]
- Ogólnopolski Konkurs Poetycki „O liść konwalii” im. Zbigniewa Herberta : 2019 - II nagroda[5]
- Ogólnopolski Konkurs Poetycki im. Michała Kajki: 2006 - I nagroda[6], 2018 - I nagroda[7], 2021 - I nagroda[8]
- Ogólnopolski Konkurs Poetycki o Laur Czerwonej Róży: 2011 - wyróżnienie[9], 2020 - wyróżnienie[10]

## Publikacje
- Cierpliwość ubogich, Słupsk 1989
- Copulum Abruptamae, Sieradz 1991
- Aleja dusz, Kraków 1992
- Nogami do przodu, Włocławek 1994
- Gdzie już cicho o mnie, Kraków 1995
- Antologia poezji wigilijnej, Warszawa 1995
- Zaufać ślepcom, Kraków 1997
- Treny, Słupsk 1999
- Zanim zapomnisz, (płyta CD) 2001
- Byłem tu za krótko - Liberum Arbitrium, 2002 projekt internetowy
- Kroki na suficie, Kraków 2004
- Słowa bielsze od śniegu. Antologia, Wrocław 2006
- Kiedyś nas uśpią, Słupsk 2007
- Między tobą a snem, Kraków 2007
- Jestem z Dębnicy, Słupsk 2009
- Treny (wydanie rozszerzone), Kraków 2009
- Zanim zapomnisz, Bydgoszcz 2010
- Chwile siwienia, Chełm 2013
- On też jest tylko jeden. Antologia wierszy o ojcu, Chełm 2014
- Niebieska, Pruszcz Gdański 2016
- Stany nagłe, Pruszcz Gdański 2017
- Treny (wyd. III rozszerzone), Białystok 2018
- Listy od Matki, Białystok 2018
- Dokonało się, Szczecin 2021
- Nie do zapomnienia (wywiad-rzeka z Markiem Wawrzkiewiczem), Szczecin 2022
- Zalustrze, Bydgoszcz 2022
- Kochani między nami,Koszalin 2025
- Kto się kochał w marcie Fox (wywiad-rzeka z Martą Fox),Katowice 2025